# Красна Поляна (Прокоп'євський округ)
Кра́сна Поля́на (рос. Красная Поляна) — селище у складі Прокоп'євського округу Кемеровської області, Росія.

## Населення
Населення — 20 осіб (2010; 26 у 2002).
Національний склад (станом на 2002 рік):
- росіяни — 100 %